# Vestimenta blanca en Corea
El uso de vestimenta blanca en Corea, conocido como minbok (en hangul, 민복; literalmente, «vestimenta/ropa del pueblo»), ha sido una práctica cultural desde la antigüedad hasta la época moderna. Antes de los años 50, una proporción significativa de coreanos vestía diariamente hanbok blanco. Muchos coreanos de todos los estratos sociales vestían de blanco desde que nacían hasta que eran enterrados. Sólo vestían de color en ocasiones especiales o si su trabajo requería un determinado uniforme. Los primeros indicios de esta práctica se remontan al siglo II a. C. Se mantuvo hasta la Guerra de Corea de 1950-1953, tras la cual la extrema pobreza resultante hizo que la práctica cesara.
El uso persistente del blanco, incluso durante las prohibiciones reales y la ocupación japonesa refleja una resistencia profundamente arraigada.
Se desconoce cuándo, cómo y por qué surgió esta práctica; tampoco se sabe con certeza desde cuándo y con qué constancia se practicaba. Posiblemente surgió debido al simbolismo del color blanco, que estaba asociado con la pulcritud y el cielo. La visión colonial japonesa atribuyó polémicamente la afición coreana por la ropa blanca al luto arraigado en el sufrimiento histórico. La práctica se mantuvo y defendió persistentemente; sobrevivió al menos a 25 reglamentos y prohibiciones de la época precolonial y a más de 100 de la época colonial japonesa. Se mantuvo incluso a pesar de sus inconvenientes, ya que era laborioso desmanchar la ropa.
Para los occidentales, que empezaron a visitar la península en el siglo XIX, esta práctica era una rareza. Los japoneses y algunos coreanos la consideraban una práctica frívola y retrógrada, en parte por el cuidado que exigía, en parte porque suponía una carga para las mujeres que lavaban la ropa y en parte porque algunos creían que la ropa era para guardar luto.
Esta costumbre ha sido objeto de diversas interpretaciones simbólicas. La rigurosa defensa de la práctica y el esfuerzo necesario para mantenerla se han considerado un símbolo de la terquedad coreana. Los términos etnonacionalistas coreanos paegŭiminjok (백의민족|백의민족?, 白衣民族?, baeguiminjokRR) y paegŭidongpo (백의동포|동포?, 白衣同胞?, baeguidongpoRR), ambos con el significado aproximado de "gente vestida de blanco", se acuñaron para promover una identidad coreana diferenciada, principalmente como reacción a las políticas asimilacionistas japonesas.

## Descripción

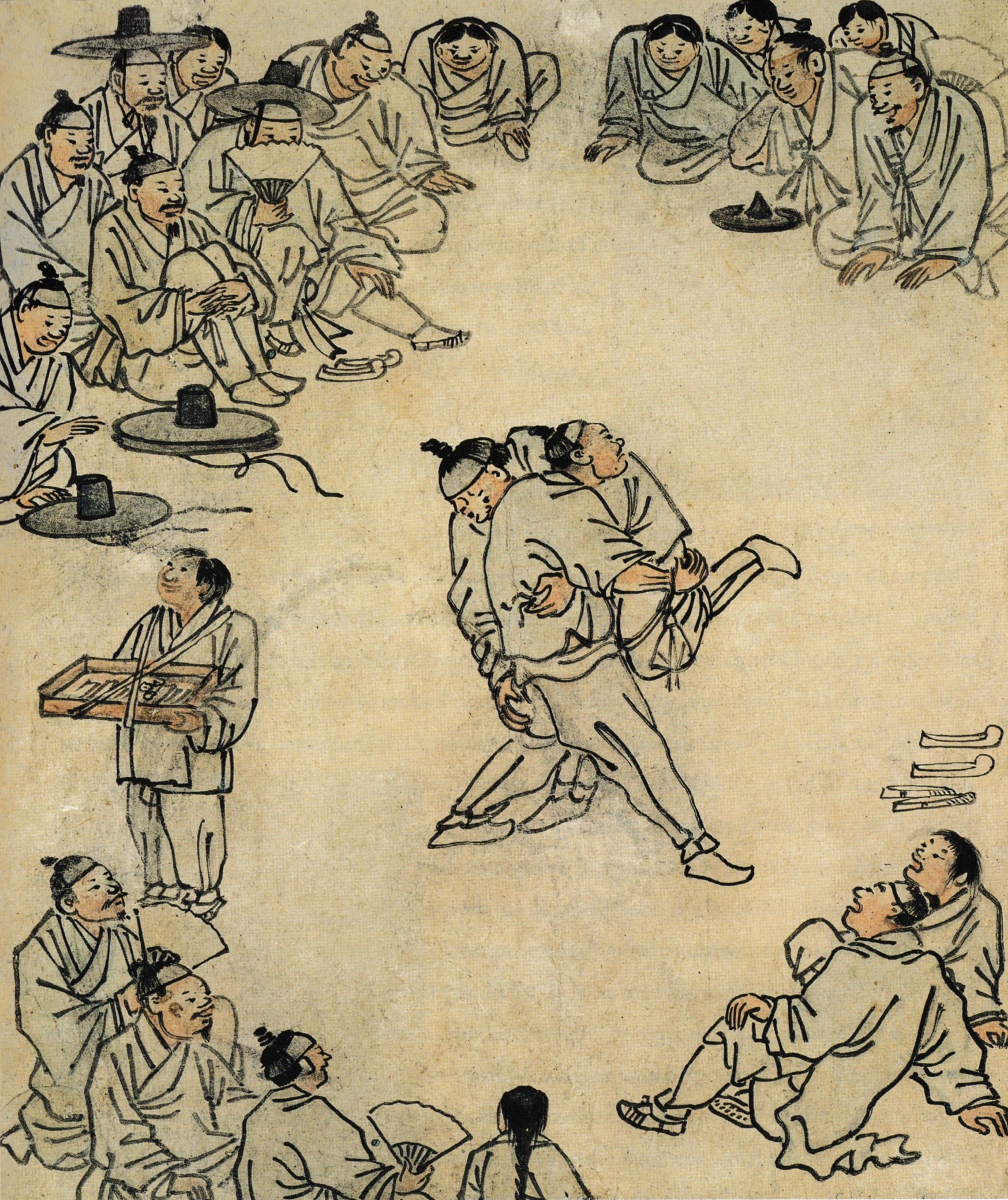
Pintura de Kim Hong-do (c. 1780) que representa una lucha coreana (ssireum) en la que todos visten de blanco

El hanbok blanco a veces se conoce como minbok, que significa "ropa del pueblo". Hasta mediados del siglo XX, muchos coreanos vestían de blanco con regularidad. Sólo vestían prendas de color en ocasiones especiales, como el hwarot para bodas.

### Comparación con otras culturas
Aunque vestir de blanco no es exclusivo de los coreanos, su grado de compromiso con esta práctica se ha descrito como único. Por ejemplo, el historiador especializado en indumentaria Soh Hwang-Oak escribió que, aunque el pueblo dai viste a menudo de blanco, suele superponer prendas o accesorios de otros colores. En cambio, el minbok se llevaba deliberadamente sin adornos. El crítico de arte japonés Yanagi Sōetsu escribió en 1922 sobre esta práctica:
Aunque China y, sobre todo, Japón utilizan tantos colores diferentes en sus vestidos, no existe esa tendencia en el país vecino, Joseon. Ellos no visten de otro color que no sea el blanco. Incluso cuando usan un color, es un jade casi incoloro. ¿Qué hace que todo el mundo, independientemente de su género o edad, vista de blanco? Hay muchos países y naciones en el mundo, pero ninguno es como Joseon.
Durante algún tiempo, en la dinastía Song de China (960-1279), el ciudadano común sólo podía vestir de blanco. Sin embargo, con el tiempo se abandonó esta práctica. Existen varios registros de observadores chinos que ridiculizaban la práctica coreana de vestir de blanco.

## Historia

### Origen

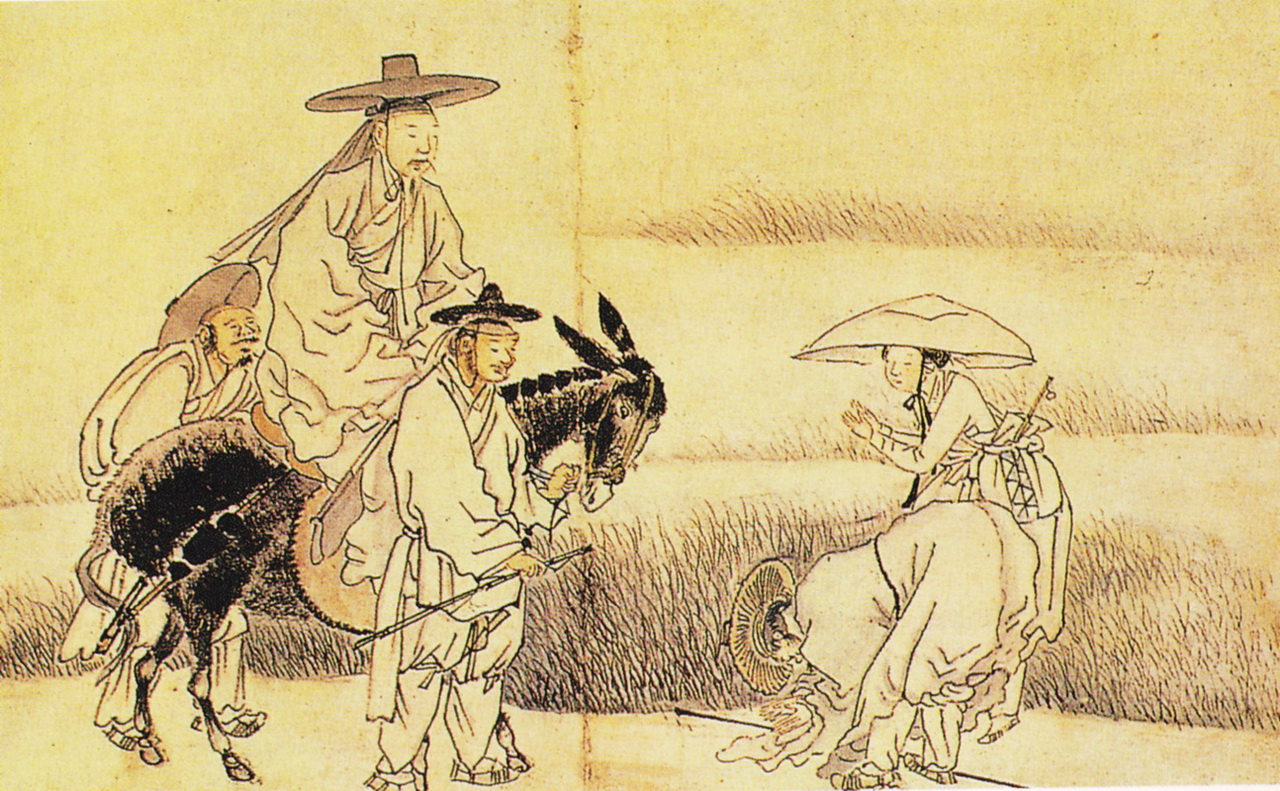
Pintura de campesinos coreanos mostrando respeto a un noble a caballo, todos vestidos de blanco (1815)

La ropa blanca se lleva en Corea desde la época de los Tres Reinos. La primera mención conocida de esta práctica se encuentra en el texto chino Registros de los Tres Reinos, que data del siglo III de nuestra era. En el texto se dice que los habitantes del estado coreano de Buyeo (siglo II a. C.-494 d. C.) vestían principalmente de blanco. El texto reza así:
En Buyeo rinden culto a la ropa blanca, por lo que visten dopo de manga ancha y baji de lino blanco, así como zapatos de cuero.
También se ha documentado esta práctica en los estados coreanos de Byeonhan (siglos I a IV d. C.), Goguryeo (37 a. C.-668 d. C.), Silla (57 a. C.-935 d. C.) y Goryeo (918-1392).

#### Justificación de la práctica
La razón de esta práctica no se conoce con certeza, aunque los eruditos coreanos dicen que es una mezcla entre simbolismo y tradición. La preferencia coreana por el color blanco se encuentra en el arte, los mitos, las leyendas, el folclore, la ropa, la comida y otros elementos. Choi Nam-Sun dijo: "El ideal de blancura fue uno de los factores más importantes del arte y la cultura coreanos". El texto chino Romance de los Tres Reinos describe la ropa blanca como símbolo de limpieza. En la sinosfera, el blanco también se asocia a veces con la luz del sol y el cielo. Algunos estudiosos modernos lo ven como resultado de la psicología, en concreto de la presión para ajustarse a las normas sociales, y Soh establece una comparación con la forma en que los surcoreanos modernos adoptan las tendencias con gran rapidez y uniformidad.
En 1889, el médico estadounidense Horace N. Allen escribió que consideraba que esta práctica tenía su origen en el luto:
La práctica de vestirse de blanco tan a menudo también tiene su explicación en la tradición. El luto es un asunto serio en Corea, ya que a la muerte de un padre el hijo debe dejar a un lado sus alegres ropas y vestirse con algodón crudo de textura muy gruesa.... Durante tres años debe llevar esta vestimenta y no debe realizar ningún trabajo... Si un rey moría, toda la nación se veía obligada a vestirse de luto, o mejor dicho, a vestirse de blanco... Una vez, durante un período de diez años, murieron tres reyes, lo que obligó al pueblo a cambiar constantemente de vestimenta y a gastar mucho dinero... La tradición cuenta, por tanto, que, para estar preparados para el capricho de sus reyes en el futuro, el pueblo adoptó el blanco como color nacional.
El erudito japonés Toriyama Kiichi dijo que los coreanos empezaron a vestir de blanco porque estaban tristes después de que los mongoles invadieran Corea. Yanagi Sōetsu también atribuyó el uso del blanco al sufrimiento histórico. Los eruditos coreanos no están de acuerdo. Park Seong-su, de la Enciclopedia de la Cultura Coreana, y el académico Park Jong-Hong han escrito que los colonialistas japoneses intentaban deliberadamente retratar negativamente a los coreanos para justificar el dominio colonial japonés. Ihn-Bum Lee escribió:
Sobre todo, algunos señalaron que la opinión de Yanagi se basaba en un error de apreciación: Yanagi había confundido la ropa blanca informal favorita de los coreanos (de fina seda cruda o algodón) con el atuendo de luto, y había malinterpretado el blanco como símbolo de aflicción. Algunos argumentaron que Yanagi tenía una visión estrecha de la cultura coreana e ignoraba productos tan característicos de ésta como los paisajes del siglo XVIII, los murales de las tumbas antiguas, la pintura folclórica, etc.
Más tarde, Yanagi desechó su opinión de que el blanco es el color de la tristeza en Corea.

### Tiempo y lugar de observación inciertos

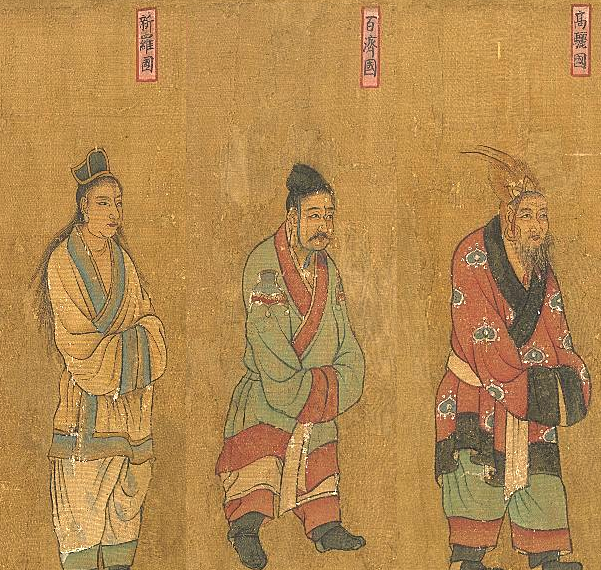
Pintura de enviados de los Tres Reinos de Corea (de izquierda a derecha, Silla, Baekje y Goguryeo) a China, ataviados con ropas de diversas tonalidades.

Existe cierta ambigüedad sobre las épocas y lugares en los que se observaba esta práctica. Al parecer, no se observa claramente en los murales de las tumbas de la era Goguryeo. Algunas pruebas documentales sugieren que la práctica no se observaba sistemáticamente durante el periodo Joseon; en el siglo XIX, el erudito Yi Ok escribió lo siguiente:
[Joseon] venera el color azul, por lo que el ciudadano promedio viste de azul. Los hombres no visten de blanco, a menos que lleven capas o jangsam (túnicas budistas). Las mujeres aprecian llevar chima y son reacias a vestir de blanco, por lo que el único color que visten aparte del azul es el rojo o el añil.
Los escritos de la clase gobernante de Joseon son a menudo despectivos hacia esta práctica. Esto puede haber estado motivado, en parte, por su preferencia por la ropa azul, ya que encajaba mejor con las asociaciones de color tradicionales de China, donde el Este se asocia con el azul.

### Esfuerzos de prohibición en la época precolonial
Antes del periodo colonial japonés, se dictaron al menos 25 decretos de prohibición de la vestimenta blanca (백의금지령?, 白衣禁止令?) a lo largo de varios siglos.
| Periodo | Rey        | Fecha del intento |
| ------- | ---------- | ----------------- |
| Goryeo  | Chungnyeol | 1275              |
| Goryeo  | Gongmin    | 1357              |
| Goryeo  | U          | 1382              |
| Joseon  | Taejo      | 1398              |
| Joseon  | Taejong    | 1400              |
| Joseon  | Sejong     | 1424, 1428        |
| Joseon  | Sejo       | 1456, 1466, 1466  |
| Joseon  | Seongjong  | 1471              |
| Joseon  | Yeonsangun | 1504              |
| Joseon  | Jungjong   | 1516              |
| Joseon  | Seonjo     | 1605              |
| Joseon  | Injo       | 1648              |
| Joseon  | Hyeonjong  | 1669, 1669, 1670  |
| Joseon  | Sukjong    | 1675, 1692        |
| Joseon  | Yeongjo    | 1725, 1737, 1766  |
| Joseon  | Jeongjo    | 1777, 1792        |

A pesar de estos intentos, la vestimenta blanca siguió estando muy extendida hasta mediados del siglo XX. Es posible que, en ocasiones, la gente se resistiera a tales medidas tiñendo sus prendas de otros colores en tonos muy claros.

### Períodos de Joseon al Imperio Coreano

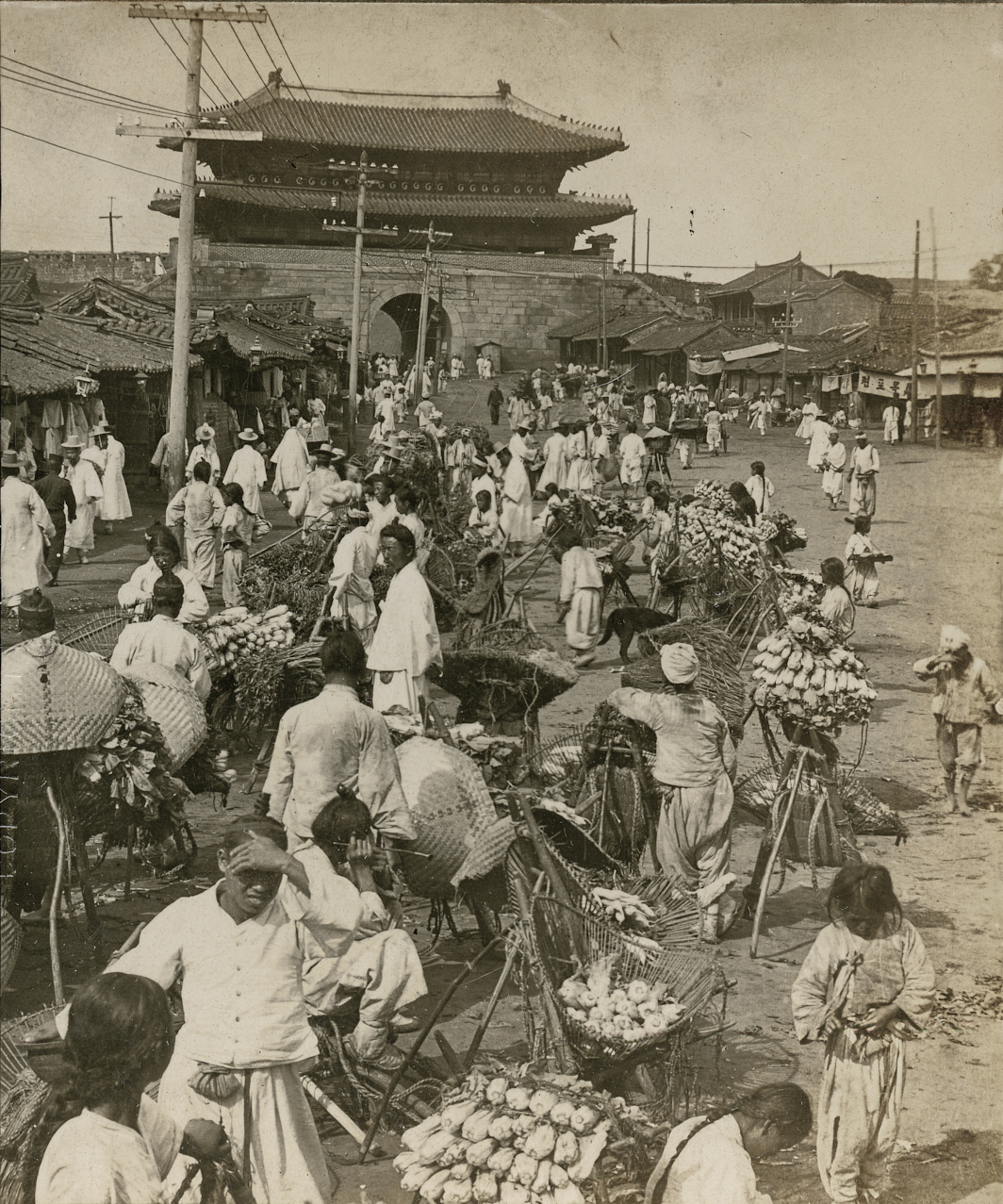
Mercado de Namdaemun, en 1904.

Durante gran parte del periodo Joseon (1392-1897), Corea estuvo sometida a una estricta política de aislacionismo. Esta política terminó en 1876, cuando Japón obligó a Corea a abrir sus fronteras. A partir de entonces, la ropa occidental se introdujo por primera vez en Corea de manera significativa.
El resentimiento hacia la ropa occidental se manifestó, no por su asociación con Occidente, sino por su asociación con Japón. A finales del periodo Joseon y durante el Imperio Coreano (1897-1910), se hicieron esfuerzos para reformar el Estado y la sociedad coreanos. A menudo fueron liderados por coreanos pro-japoneses. Sin embargo, en 1895, el sentimiento antijaponés estalló después de que Japón asesinara a la reina coreana. La brutalidad del atentado provocó conmoción y repulsa nacional e internacional. Poco después del asesinato, se dictaron una serie de órdenes (especialmente la Ordenanza del Pelo Corto), una de las cuales permitía llevar ropa occidental. Éstas inspiraron directamente una violenta resistencia en forma de ejército justiciero (milicia improvisada). La rebelión terminó finalmente en agosto de 1896, cuando se suspendieron muchas de estas órdenes. El resultado de este periodo fue el desarrollo del uso del minbok u otras prendas tradicionales coreanas como símbolo de resistencia a la influencia extranjera.
A finales del periodo Joseon, las familias yangban de clase alta tendían a vestir a los niños de colores, mientras que los adultos vestían de blanco.

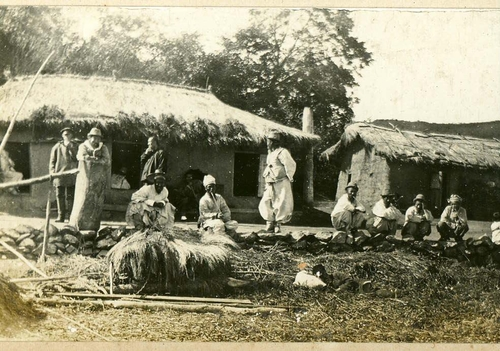
Koryo-saram vestido de blanco en Óblast de Primorie, Imperio Ruso (1904)

En 1906, el gobierno coreano, aconsejado por el Residente General japonés en Corea, prohibió la ropa blanca durante el invierno, pero esta orden fue ignorada en su mayor parte. Cada vez más oficios empezaron a exigir el uso de ropa no blanca. Se prohibió a los funcionarios vestir de blanco en la reforma de la vestimenta de Gapsin de 1884. A partir de 1910, un número cada vez mayor de escuelas primarias empezaron a exigir que los alumnos vistieran uniformes negros.
En esta misma época, emigrantes coreanos se trasladaron a Rusia. Los rusos les dieron el apodo de "lebed", que significa "cisne", posiblemente en referencia a su vestimenta blanca. Estos emigrantes siguieron vistiendo de blanco hasta la década de 1910, cuando se asimilaron más a la cultura rusa.

### Periodo colonial japonés

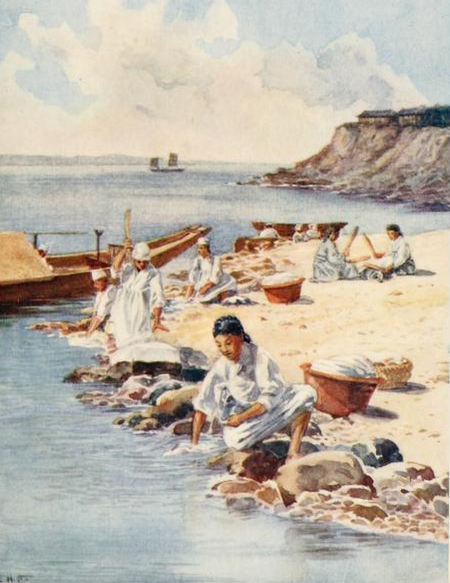
Dibujo de la estadounidense Constance J.D. Coulson de mujeres coreanas lavando ropa y haciendo dadeumi para mantener la ropa limpia (1910).

Los debates en torno a esta práctica se intensificaron durante el periodo colonial japonés. Algunos intelectuales coreanos que se oponían a ella la consideraban una reliquia de una época pasada. Otros señalaban que el tiempo que requería el cuidado de la ropa perjudicaba la productividad económica y que el trabajo pesaba especialmente sobre las mujeres, que lavaban la ropa de la casa. Se calcularon múltiples estimaciones del coste económico del mantenimiento de la ropa. Estos debates concluyeron de manera uniforme que llevar ropa blanca era económicamente ineficaz; estas cifras fueron posteriormente citadas con frecuencia por el gobierno colonial para desalentar su uso.
En general, los japoneses tenían una opinión negativa de esta práctica. La consideraban, al igual que muchas otras prácticas coreanas, retrógrada y anclada en el pasado. El filósofo y crítico de arte Yanagi Sōetsu, aunque aparentemente simpatizaba con Corea, consideraba que la colonización de Corea era inevitable e incluso beneficiosa debido a sus prácticas retrógradas.
Según un recuento realizado en 1990 por el académico Nam Yun-Suk, entre 1898 y 1919 se promulgaron quince políticas para prohibir o desalentar el uso exclusivo de vestimenta blanca. Cuatro de ellas fueron entre 1910 y 1919.
El académico Hyung Gu Lynn argumentó que la vestimenta blanca se convirtió en símbolo de un estatus social bajo en la década de 1920. Las revistas y los periódicos mostraban fotos de empresarios con trajes de estilo occidental, mientras que los trabajadores de las fábricas vestían de blanco.

#### Campana de la Ropa de Color

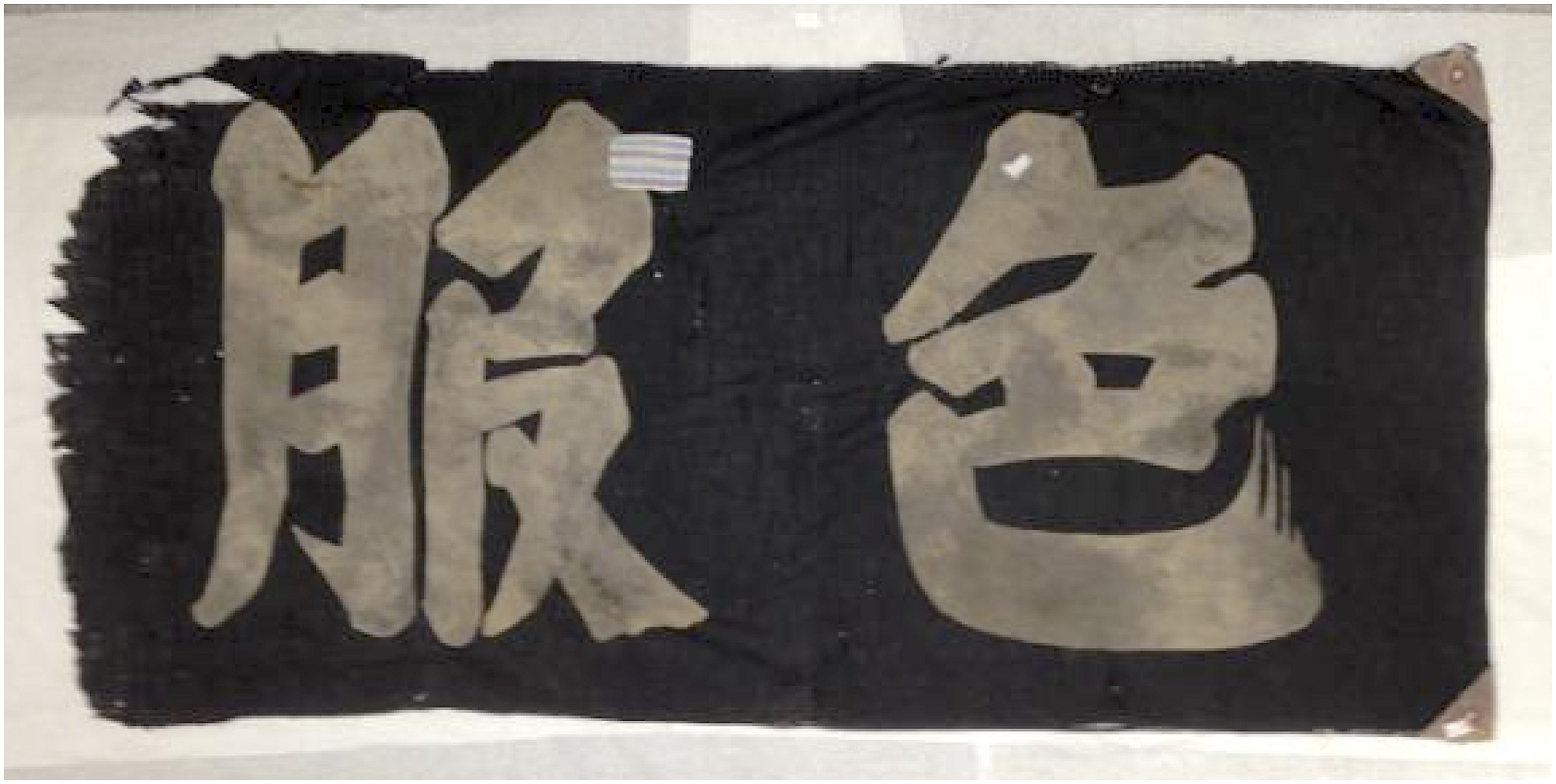
Una pancarta de la Campaña de la Ropa de Color, con "色服" escrito en ella. Actualmente es Patrimonio Cultural Registrado Nacional de Corea del Sur.

A partir de la década de 1920, el gobierno colonial japonés empezó a prohibir el uso de vestimenta blanca, en lo que se ha denominado "Campaña de la Ropa de Color" o Movimiento de Prohibición de la Ropa Blanca (백의 폐지운동?). Nam Yun-Suk contabilizó el número de políticas que prohibían o desaconsejaban la ropa blanca de la siguiente manera:
| Año  | # políticas |
| ---- | ----------- |
| 1920 | 2           |
| 1921 | 7           |
| 1922 | 4           |
| 1923 | 3           |
| 1924 | 0           |
| 1925 | 3           |
| 1926 | 2           |
| 1927 | 3           |
| 1928 | 0           |
| 1929 | 8           |
| 1930 | 7           |
| 1931 | 19          |
| 1932 | 13          |
| 1933 | 17          |
| 1934 | 11          |
| 1935 | 4           |
| 1936 | 3           |

Nam contó un total de 106 políticas contra esta práctica entre 1920 y 1936. Las razones alegadas para estas restricciones coincidían en general con las expuestas en los debates entre intelectuales coreanos, aunque estudiosos contemporáneos y actuales han argumentado que la asimilación de los coreanos a la identidad japonesa podría haber sido otra motivación no declarada.
Sin embargo, las restricciones volvieron a encontrar resistencia; tras las protestas del Movimiento del 1 de Marzo de 1919, se produjo un repunte del activismo independentista coreano. El gobierno emprendió una campaña para cambiar la imagen pública de la vestimenta. Se distribuyeron folletos en espacios públicos en los que se la calificaba de prohibida, vergonzosa y engorrosa.
Hacia la década de 1920, la práctica variaba en función de la ubicación. Una encuesta realizada en 1926 por el gobernador general de Chōsen reveló que entre el 50 y el 60% de la gente vestía de blanco en las grandes ciudades y en las zonas con acceso a las principales líneas ferroviarias, mientras que entre el 70 y el 95% de los habitantes de zonas rurales aisladas lo hacía. Cho Heejin sostiene que la Campaña de la Ropa de Color tuvo mayor éxito en las zonas rurales. En ellas se celebraban mítines públicos en los que se animaba a los ciudadanos a llevar ropa de colores. En 1935, el gobierno colonial decidió que quería replicar el éxito de los esfuerzos rurales en las ciudades, y comenzó a intensificar allí la aplicación de las políticas. Agentes de policía y funcionarios públicos rociaban o estampaban tinta en los infractores, a quienes también se les negaban servicios como raciones de comida y educación. A pesar de ello, la práctica continuó.
Con el comienzo de la Segunda Guerra Mundial, Japón introdujo cambios radicales en Corea. Se promulgaron políticas como la Ley de Movilización General del Estado de 1938 para maximizar la producción económica. La mayor presión sobre el cumplimiento de la prohibición comenzó hacia 1940. En julio de 1945, en medio de los ataques aéreos aliados sobre Japón y la inminente pérdida de la guerra por parte de Japón, se celebró un mitin organizado por el periódico Keijō Nippō, respaldado por el gobierno colonial. Durante el mitin, los funcionarios advirtieron a los coreanos de que sus vestimentas blancas les convertirían en objetivos muy visibles para los bombarderos, y les aconsejaron que empezaran a vestir de color.

### Fin de la práctica

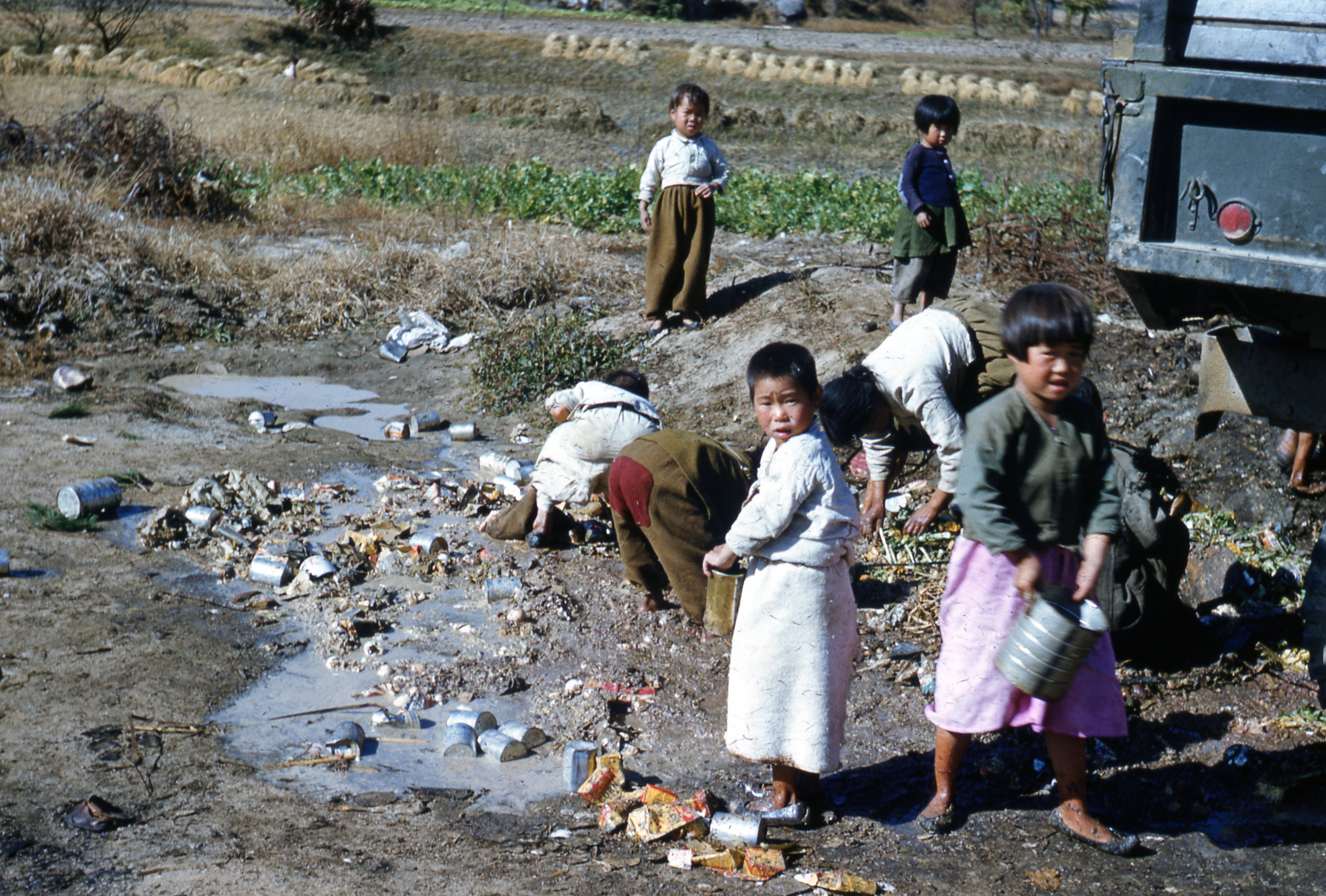
Niños coreanos durante la Guerra de Corea, vistiendo ropas variadas y buscando comida en latas desechadas (1952)

Aunque Corea fue liberada en 1945, inmediatamente se dividió y quedó bajo el dominio de la Unión Soviética y Estados Unidos. En un esfuerzo por combatir la división, algunos nacionalistas apelaron al simbolismo de las vestimentas blancas que antaño habían unificado a la nación. Los esfuerzos de reunificación, incluida la invasión del Sur por Corea del Norte en la guerra de Corea de 1950-1953, fracasaron.
Tras la guerra, las dos Coreas figuraban entre los países más pobres del mundo. Los coreanos ya no podían permitirse conservar su ropa blanca, y mucho menos comprar comida. En el Sur, muchos coreanos dependían de los restos de comida de la basura y de la ayuda internacional para sobrevivir. En los mercados negros, los coreanos comerciaban ilegalmente y valoraban mucho la ropa militar estadounidense, que teñían discretamente de otros colores para no ser detectados. La práctica de vestir de blanco terminó en esta época.

### Influencia Moderna
Aunque el uso diario del hanbok blanco ha disminuido, su simbolismo sigue presente en eventos culturales y cinematográficos. en películas históricas y festivales tradicionales, el blanco se emplea para evocar pureza y conexión con las raíces nacionales.
Diseñadores contemporáneos coreanos también lo han reinterpretado en la moda moderna, fusionando tradición y estilo urbano,

## Simbolismo
Se dice que Yanagi Sōetsu veía el color blanco como femenino. También escribió: "[l]a gente, al vestir de blanco, está de luto eternamente... ¿Acaso la escasez de color no es la verdadera prueba de la ausencia de placer en la vida?".
El historiador Choe Nam-seon veía la vestimenta como un símbolo de la obstinación coreana.
En la década de 1980, los movimientos democráticos surcoreanos adoptaron la vestimenta blanca como símbolo de democracia, sentimiento pro-reunificación y antiamericanismo.

### "Gente vestida de blanco"
A principios de la década de 1920, el término paegŭiminjok (백의민족?, lit. 'Gente vestida de blanco'), a veces paegŭidongpo (백의동포?, 白衣同胞?, lit. 'Compatriotas vestidos de blanco'), comenzó a utilizarse para describir al pueblo coreano.
Ambos términos expresan el nacionalismo étnico. El término minjok (raza; tdl. ‘clan del pueblo’) se popularizó debido al auge del término afín japonés minzoku. Minzoku surgió en la década de 1880 para resaltar el concepto de una identidad japonesa distinta y homogénea. Los coreanos lo adoptaron y mantuvieron, a pesar de que Japón acabó abandonándolo a corto plazo para acomodar la asimilación de sus súbditos coloniales no japoneses. Dongpo también tiene una connotación similar; puede traducirse literalmente como "nacido del mismo vientre".
Estos términos se desarrollaron, junto con el movimiento independentista coreano, como reacción a la colonización de Corea. Era el símbolo de una identidad coreana única, con milenios de permanencia.

## Galería

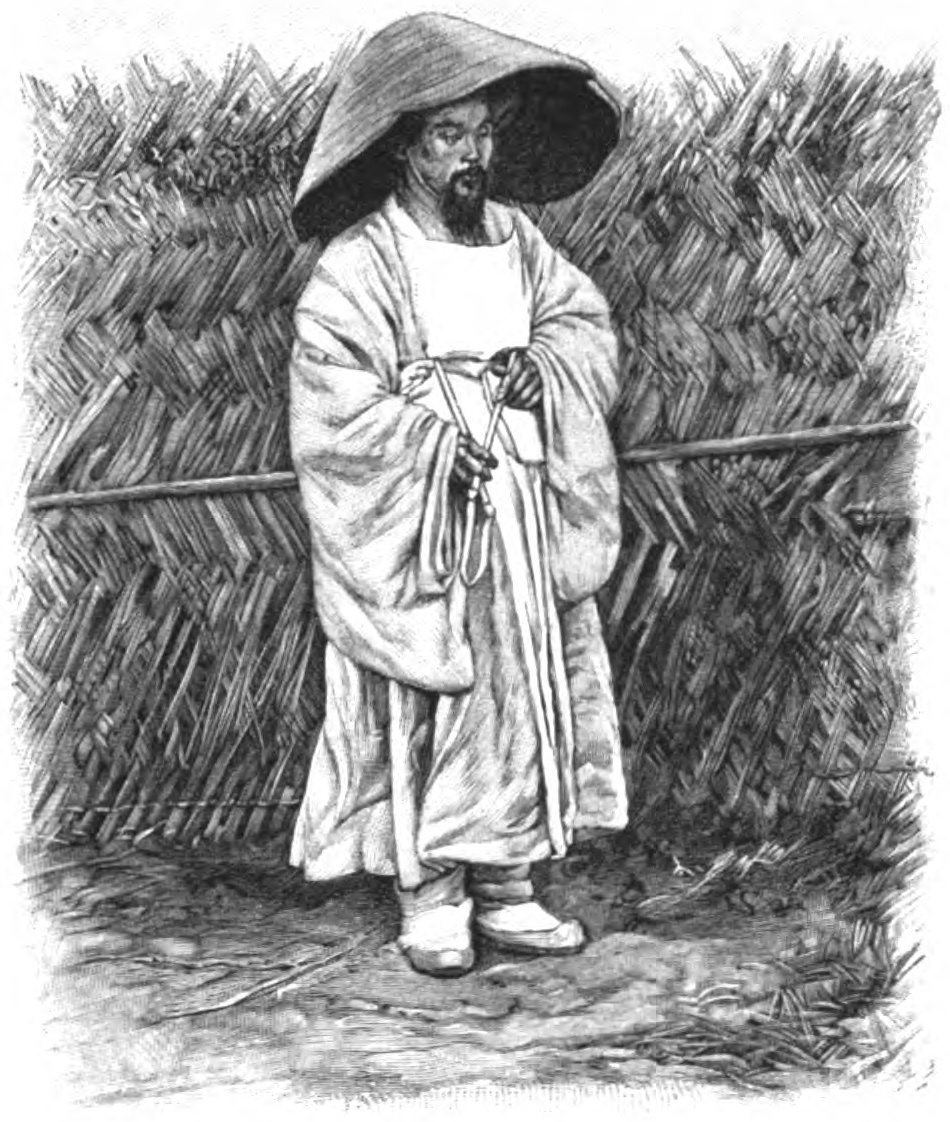
Dibujo francés de un coreano vestido de luto (1894)
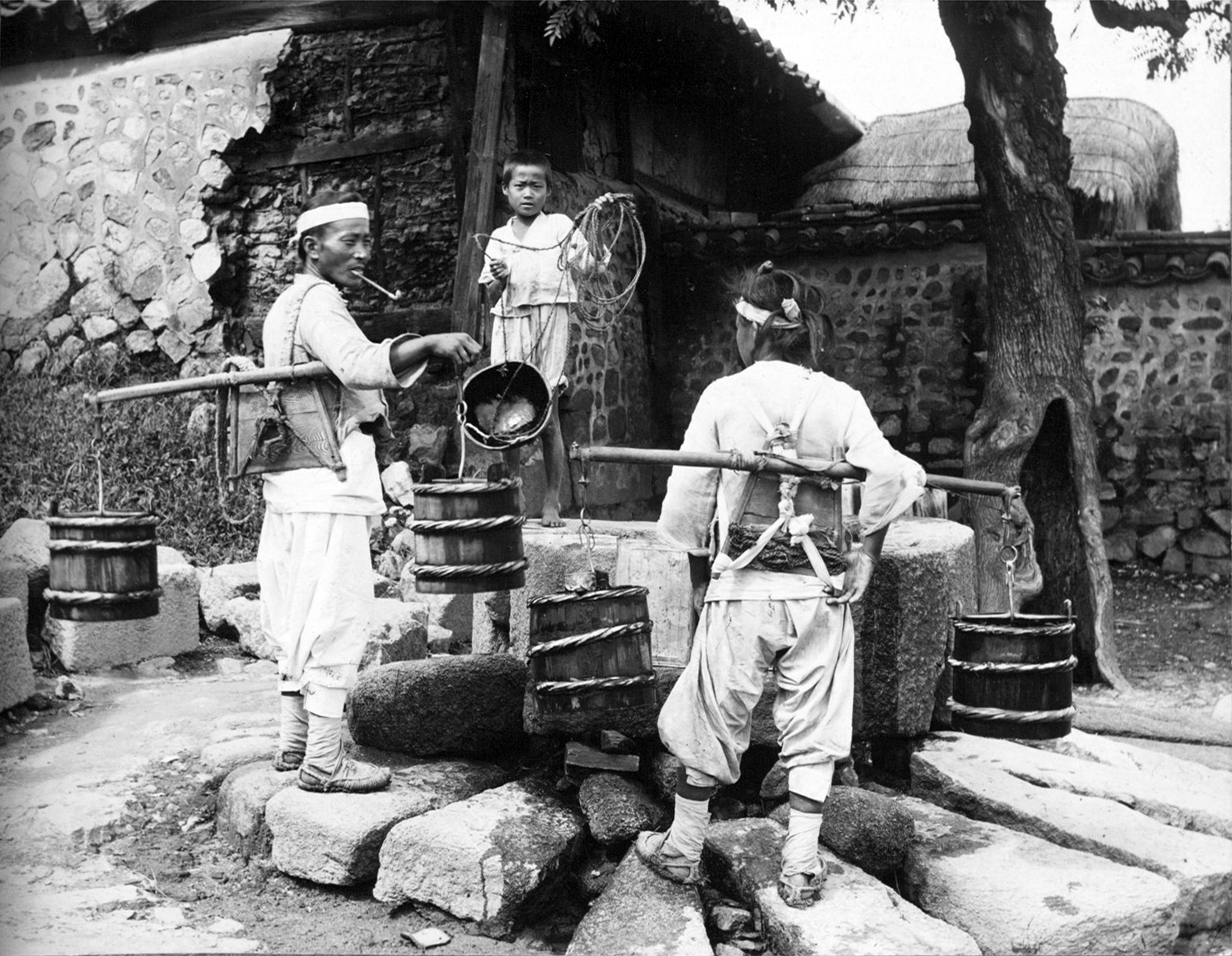
Plebeyos coreanos junto a un pozo (c. 1900)
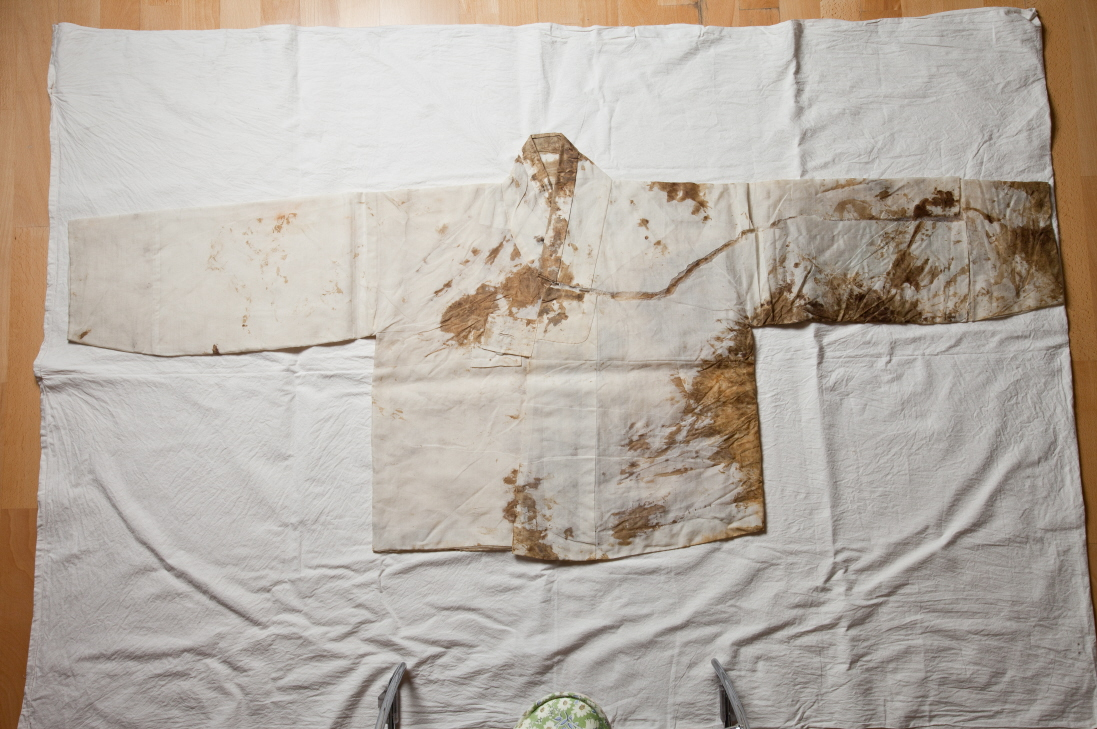
La ropa manchada de sangre del independentista Kim Koo tras su asesinato en 1949 (2011)
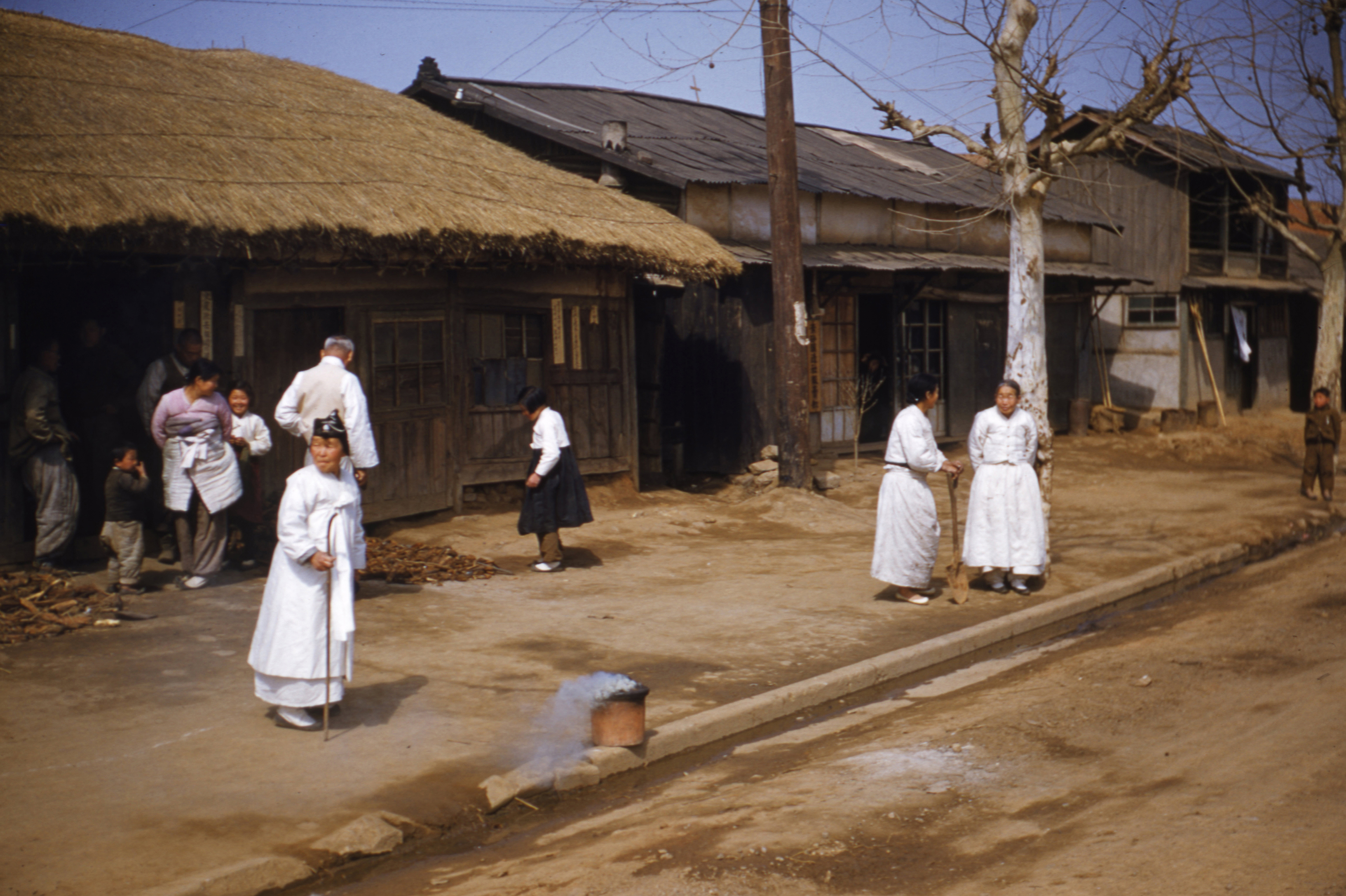
Ancianas esperando un autobús en Seúl tras la Guerra de Corea (1953)